# Saint-Orens-de-Gameville
Saint-Orens-de-Gameville település Franciaországban, Haute-Garonne megyében. Lakosainak száma 14 229 fő (2022. január 1.). Saint-Orens-de-Gameville Quint-Fonsegrives, Auzielle, Escalquens, Labège, Lauzerville és Toulouse községekkel határos.

## Népesség
A település népessége az elmúlt években az alábbi módon változott:
| Lakosok száma | 1349 | 7638 | 9703 | 10 782 | 11 243 | 11 631 | 11 830 | 12 696 | 13 163 | 14 229 |
|               | 1968 | 1982 | 1990 | 2006   | 2013   | 2015   | 2017   | 2019   | 2020   | 2022   |